# Туманні рідколісся, чагарники та дюни Південної Аравії
Туманні рідколісся, чагарники та дюни Південної Аравії — афротропічний екорегіон тропічних та субтропічних луків, саван і чагарників, розташований на півдні Аравійського півострова, на території Ємену та Оману.

## Географія
Екорегіон туманних рідколісь, чагарників та дюн Південної Аравії охоплює чотири райони загальною площею 19 913 км², розташовані на південному сході Ємену та на півдні Оману в мухафазі Дофар.
Найзахідніший район охоплює прибережний гірський хребет Аль-Урайс, розташований на схід від міста Шукра, у 150 км на північний схід від Адена. Хребет складається з темних вулканічних порід і тягнеться приблизно на 65 км в напрямку захід-схід паралельно узбережжю Аденської затоки. Його найвищою вершиною є гора Урайс, що розташована на заході гірського хребта поблизу узбережжя. Середня висота гірського хребта Аль-Урайс становить 1500-1600 метрів, навколо нього розташоване порізане численними ваді плато висотою 1200–1350 м і шириною 2-3 км. Між плато та берегом моря розташований стрімкий уступ.
Найбільша частина екорегіону охоплює гори єменського регіону Хадрамаут, які нависають над містом Ель-Мукалла. Ці гори підіймаються на висоту до 2100 м над рівнем моря. Найсхідніша частина регіону охоплює гори Дофар, що простягаються на 290 км від східного Ємену до мису Шарбатат в Омані. Ці гори складаються з трьох гірських масивів: Джебель-Камара на заході, Джебель-Кари в центрі і Джебель-Самхана на сході. Між горами Дофар та Хадрамаутом розташований ще один невеликий анклав, який охоплює гору Джебель-Фартак в Ємені.
З боку внутрішніх районів півострова екорегіон обмежений регіоном саван передгір'їв Південно-Західної Аравії, а з боку океану — регіоном прибережних склерофітних чагарників Південно-Західної Аравії. За класифікацією 2001 року екорегіон був розділений між цими двома екорегіонами, однак за результатами перегляду 2017 року він був виділений як окремий екорегіон.

## Клімат
Клімат регіону загалом характеризується як пустельний (BWh за класифікацією кліматів Кеппена), однак він перебуває під значним зволожуючим впливом океанічних повітряних мас. Влітку в прибережних районах Аравійського моря часто відбувається апвелінг (підйом глибинних вод у верхні шари океану), що призводить до охолодження повітряних мас та формування туманів. Внаслідок цього південні схили прибережних гір, охоплені цим екорегіоном, мають більш прохолодний і вологий клімат, ніж навколиші рівнинні території та більш віддалені від моря райони. Також зволоженню екорегіону сприяють південно-західні мусони, відомі як хариф, які в період з червня по вересень приносять насичене вологою повітря, яке піднімається нагору по стрімким гірським схилам і спричиняє швидке зниження температури повітря, тоді як відносна вологість швидко зростає. Вологе прохолодне повітря конденсується і формує на землі густий туман. Таким чином екорегіон отримує вологу, необхідну для підтримки високого розмаїття флори та фауни. Загалом середньорічна кількість опадів тут становить 20-500 мм.

## Флора і фауна
Основними рослинними угрупованнями є листопадні та напівлистопадні рідколісся, основу яких складають аногейсуси (Anogeissus spp.), акації з роду Vachellia та комміфори (Commiphora spp.), чагарникові зарості, де ростуть африканські маслини (Olea europaea subsp. cuspidata), широколисті додонії (Dodonaea viscosa), карандові сливи (Carissa edulis) та сомалійські сеарсії (Searsia somalensis), сукулентні чагарники, де переважають різні види алое (Aloe spp.), каралуми (Caralluma spp.), молочаю (Euphorbia spp.), аденіума (Adenium spp.) та цисуса (Cissus spp.), а також напівпустельні луки.
На гірських схилах Аль-Урайсу та на навколишніх плато, на висоті від 800 до 1200 м над рівнем моря, ростуть напіввічнозелені ліси. В них домінують африканські маслини (Olea europaea subsp. cuspidata) і камфорові кущі (Tarchonanthus camphoratus), а також росте абіссинська акрокантера (Acokanthera shimperi), морський гуаррі (Euclea racemosa subsp. schimperi), різновид кордії Cordia monoica та кілька видів сеарсії (Searsia flexicaulis і Searsia glutinosa subsp. abyssinica). У тих ваді, де вода тече протягом більшої частини року, ростуть такі вічнозелені дерева, як метеликовий кущ (Rotheca myricoides), червонолиста смоківниця (Ficus ingens), водяна нуксія (Nuxia oppositifolia) та лавролистий мімузопс (Mimusops laurifolia), що зазвичай зустрічаються в лісах Східної Африки. 
На вершинах плато поширені сухі луки, по яким розкидані сикомори (Ficus sycomorus) та Ficus vasta, а також зустрічаються ділянки вічнозелених заростей. На сухих північних схилах гір переважають сухі рідколісся, де ростуть зонтичні акації (Vachellia tortilis), жовта акація (Vachellia flava) та дерева гаф (Prosopis cineraria). На певній віддаленості від моря вони раптово рідшають, відображаючи максимальну поширеність вологих туманів всередині Аравії.
Характерним представником екорегіону є ладанне дерево (Boswellia sacra), зі смоли якого отримують ладан. Іншим характерним деревом, що росте в рідколіссях екорегіону є ендемічний дофарський аногейсус (Anogeissus dhofarica), що може виростати до 12 м у висоту. Це дерево скидає своє листя на початку зимового сухого сезону, у листопаді-грудні, і знову зеленіє, коли хариф (південно-західний мусон) приносить літні дощі.
Загалом в екорегіоні росте 850 видів рослин, з яких 90 видів є ендемічними. Слід відзначити ендемічний рід Dhofaria та такі ендемічні види, як Aloe dhufarensis, Aloe mahraensis та Blepharis dhofarensis. В горах Аль-Урайс ростуть такі ендемічні рослини, як Cystostemon kissenioides, Salvia areysiana та Kleinia deflersii.
Серед характерних ссавців екорегіону слід навести афганську лисицю (Vulpes cana), звичайну генету (Genetta genetta), ефіопського їжака (Paraechinus aethiopicus), нубійського козла (Capra nubiana), капського зайця (Lepus capensis), арабського медоїда (Mellivora capensis pumilio) та смугасту гієну (Hyaena hyaena). В гірському масиві Джебель-Самхан у горах Дофар мешкає найбільша в Аравії популяція аравійського леопарда (Panthera pardus nimr).

## Збереження
Оцінка 2017 року показала, що 685 км², або 3 % екорегіону, є заповідними територіями. Природоохоронні території включають Природний заповідник Джабаль-Самхан в Омані.